# Wholdaia Lake
Wholdaia Lake är en sjö i Kanada.   Den ligger i territoriet Northwest Territories, i den centrala delen av landet, 2 500 km nordväst om huvudstaden Ottawa. Wholdaia Lake ligger 364 meter över havet.
Trakten runt Wholdaia Lake är nära nog obefolkad, med mindre än två invånare per kvadratkilometer.